# Klein-Bijgaarden

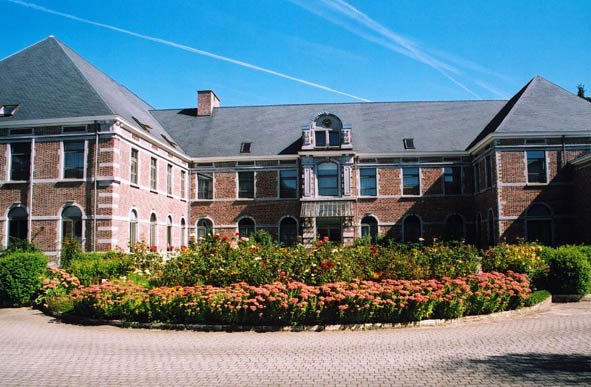
Kasteel Klein-Bijgaarden

De Priorij van Klein-Bijgaarden is een voormalige priorij en kasteel in de tot de Vlaams-Brabantse gemeente Sint-Pieters-Leeuw behorende plaats Negenmanneke, gelegen aan de Klein-Bijgaardenstraat 27A.

## Geschiedenis
In 1251 werd deze Benedictinessenpriorij gesticht, een voortzetting van het in 1235 te Pepingen gestichte Bernardinenklooster. De zusters legden de moerassen droog zodat landbouw kon worden bedreven. Het klooster breidde uit met een hoeve en een watermolen op de Zuunbeek. Tijdens de godsdiensttwisten (2e helft 16e eeuw) werd het klooster verwoest om begin 17e eeuw te worden herbouwd. Onder meer in 1745 werd het klooster door brand getroffen. Daarna volgde herbouw van onder meer de kapel en de kapittelzaal.
In 1796 werd het klooster opgeheven en in 1800 openbaar verkocht. Het werd aangekocht door Guilloume Wittouck. Veel gebouwen werden gesloopt en de dienstgebouwen werden ingericht als olieslagerij en jeneverstokerij. De watermolen diende daarbij als oliemolen. In 1865-1866 werd op de fundamenten van de priorij een neoclassicistisch kasteel gebouwd, het Kasteel Wittouck.
In 1932 werd een groot deel van het landgoed verkocht aan een projectontwikkelaar en verkaveld. Het kasteel en het resterende park werd in 1941 gekocht door de Congregatie van het Onbevlekt Hart van Maria en ingericht als noviciaat voor missionarissen. In 1971 werd het een rusthuis van de congregatie.

## Gebouw
Het kasteel is een U-vormig gegroepeerd bakstenen bouwwerk van 1866. De bijgebouwen werden omgevormd tot paviljoens.